# دوايت كينغ
دوايت كينغ (بالإنجليزية: Dwight King)‏ (و. 1989  م) هو لاعب هوكي الجليد كندي، مركز لعبه هو مركز.

## جوائز
حصل على جوائز منها:
- كأس ستانلي.

## روابط خارجية
- دوايت كينغ على موقع دوري الهوكي الوطني (الإنجليزية)
- دوايت كينغ على موقع EliteProspects.com (الإنجليزية)
- دوايت كينغ على موقع Eurohockey.com (الإنجليزية)
- دوايت كينغ على موقع HockeyDB.com (الإنجليزية)
- دوايت كينغ على موقع Hockey-Reference.com (الإنجليزية)